# Мишон (Канзас)
Мишон (енгл. Mission) град је у америчкој савезној држави Канзас.

## Демографија
По попису из 2010. године број становника је 9.323, што је 404 (-4,2%) становника мање него 2000. године.
| Група             | 2000.         | 2010.         |
| Белци             | 8.417 (86,5%) | 7.440 (79,8%) |
| Афроамериканци    | 368 (3,8%)    | 512 (5,5%)    |
| Азијати           | 268 (2,8%)    | 367 (3,9%)    |
| Хиспаноамериканци | 478 (4,9%)    | 767 (8,2%)    |
| Укупно            | 9.727         | 9.323         |